# التحالف من أجل الوحدة الوطنية
كان تحالف الوحدة الوطنية (AUN)، في بداياته، اتحادًا للمنظمات الوطنية الإسبانية ذات التوجهات النيوفاشية، حيث ظهر بشكل موحد أمام المجتمع في 12 أكتوبر 1994 في مدريد، بهدف شغل الفراغ السياسي الذي نتج عن حل جبهة بلاس بينيار الوطنية قبل ذلك بعدة أشهر.
كانت هذه المجموعات في البداية: الجبهة البديلة الوطنية (التي انشقت عن الجبهة الوطنية بقيادة بلاس بينيار)، الأمة الشابة (اختصارها NJ، أيضًا انشقت عن الجبهة الوطنية وقادها إدواردو أرياس هيخاس وآخرون)، الحركة الإجتماعية الإسبانية(اختصارها MSE، التي أسسها في 1993 ريكاردو ثاينت دي إنيستريلاس، كجماعة تجمعية لتحالف "التحالف الوطني المستقبلي") والحركة الكاثوليكية الإسبانية (اختصارها MCE) بقيادة خوسيه لويس كورال فيرنانديس.
قُدم التكوين السياسي الجديد رسميًا في نهاية مارس 1995، في حدث عام، وقع في هذا الحدث أيضًا على الإنضمام إلى مشروع النقابة القديمة المفككة "فورس نويبا(القوة الجديدة)"، قوة العمل الجديدة (اختصارها FNT)، وكذلك جمعية الطلاب "ديسبار". وقد وصف بعض المحللين برنامج الحزب للإنتخابات العامة لعام 1996 بأنه "معارض لديمقراطية ليبرالية، ويتصف بعصبية قومية و لديه رهاب الأجانب".

## الجوانب الأيديولوجية
كان الأمر يتعلق بحزب قريب جدًا من الجبهة الوطنية لجان ماري لوبن، والحركة الإجتماعية "فياما تريكولور" لبيينو راوتي، أو الحزب القومي الديمقراطي في ألمانيا.
أُسس في جميع أنحاء إسبانيا، وكان يدافع عن وحدة إسبانيا والإسبان، منع الأحزاب السياسية الإنفصالية، تطبيق عقوبة الإعدام لجرائم الإرهاب، الهجرة المقيدة وإلغاء قانون الإجهاض.
كانت أنشطته المعتادة هي التجمعات، الندوات، المظاهرات ضد الإرهاب، الهجرة غير الشرعية والمخدرات. كما نظم القسم الشبابي الخاص به تحت اسم "المقاومة الوطنية للشباب" (اختصارها RNJ).
على الرغم من أنه كان يهدف إلى تقديم صورة أكثر تطرفًا وتجديدًا، إلا أنه لم يرغب قطع العلاقة مع الرموز التاريخية الكلاسيكية في مجاله السياسي، لذلك استمر في انخراطه والمشاركة في فعاليات مثل ال 20 من نوفمبر 1995 (الذي اُحتفل فيه بالذكرى السنوية ال 20 لوفاة فرانثيسكو فرانكو وخوسيه أنطونيو بريمو دي ريبيرا، إلى جانب بلاس بينيار واتحاد المحاربين القدامى.
وعلى الرغم من كل ذلك، كانت التوقيفات المتكررة لرئيسه الظاهر، ريكاردو سانز دي إنيسترياس، والخلافات الأيديولوجية (كان الفريق أشبه بمنصة سياسية أكثر من كونه حزبًا) بين المجموعات المختلفه في التحالف، كانت من أسباب تقسيم الآراء، مما أدى إلى خروج "الحركة الكاثوليكية الإسبانية"، وبعد عامين، بعد الفشل الإنتخابي في مارس 1996 وفي سياق ندوة لتدريب الكوادر السياسية التي أُقيمت في بيدراهيتا (آبلة)، وفي حوالي 20 نوفمبر 1997، حدث انقسام في "الأمة الشابة" السابقة وخرج جزء كبير من الكوادر التي جائت من "جبهة البديل الوطني" تحت اسم جديد هو "الوطن الحر"، وهو الانقسام الذي قادة المحامي المدريدي إدواردو أرياس هيجاس.
منذ عام 1998، في احتفالات 20 نوفمبر، قرر "AUN" أن ينفصل عن "اتحاد المحاربين القدامى" ويعقد فعالية موازية بشكل منفصل في ساحة سان خوان دى لا كروز -حيث كان يوجد تمثال الفارس فرانثيسكو فرانكو- مما جعله يجذب في الغالب الجمهور الأكثر شبابًا وتطرفًا، في مقابل المحاربين القدامى الذين استمروا في تنظيم فعاليتهم في ساحة أورينتى.
بقدرة محدودة على جذب الحضور، تميز "AUN" في حملته في مدريد بمناسبة المحاكمة التي جرت في محكمة الأودينسيا الوطنية عام 1997 ضد أعضاء المجلس الوطني لحركة "هيري باتاسونا".

## الانتخابات
في الانتخابات العامة لعام 1996، حصل الحزب على 3663 صوتًا؛ وفي الانتخابات الأوروبية لعام 1999، حصل على 12,486 صوتًا، وكانت هاتان هما الدعوتان الانتخابيتان العامتان الوحيدتان اللتان شارك فيهما، بالإضافة إلى الانتخابات البلدية في مدريد عام 1999، حيث كان رئيس القائمة هو عضو المجلس السابق من الحزب الشعبي، أنخيل ماتانثو، وحصل على 3500 صوت فقط.

## المظاهرات
مع بداية عام 1998، ومع التراجع الملحوظ في عدد الأعضاء، أعاد "AUN" تنظيم نفسه داخليًا واستمر في النشاط من خلال بدء سلسلة من المظاهرات السياسية (تحت شعار "لنستعد إسبانيا!") في عدة مدن في الباسك ونافارا (فيتوريا-غاستيز، بلباو، سان سيباستيان، بنبلونة، رينتيريا، إرون، إستيا، إرناني، موندراغون، تطيلة، إيرموا، فيرغارا (غيبوثكوا)، إيبار....)، وكذلك في بعض المدن التي كان فيها الانفصاليون لهم تأثير(تريفينيو، الفيندريل...)، بالإضافة إلى الهجوم على حصن جبل طارق (حيث تم استبدال علم المملكة المتحدة "اليونيون جاك" بعلم إسباني)، مما أدى إلى اعتقال عدة أعضاء من المنظمة في السجون البريطانية.

## نهاية الحزب تحت اسم AUN (تحالف الوحدة الوطنية)
كان زعيمها أمينًا عامًا للمنظمة حتى نهاية عام 1999، ليخلفه "الرقم اثنان" آنذاك، المحامي بيدرو بابلو بينيا، الذي تولى مسؤولية إعادة تأسيس الحزب في عام 2005 تحت اسم التحالف الوطني، حيث بدأ الحزب يُعرف بعدها بأنه "قومي، اجتماعي وهوية"، متبنيًا صورة واستراتيجية ذات طابع "ثوري قومي"، التي كانت تختلف كثيرًا عن أصوله قبل عشر سنوات.

## قائمة المراجع
1. Mudde, Cas (2002) [2000]. «List of extreme right parties in Western Europe». The ideology of the extreme right. Manchester: Manchester University Press. ISBN 0-7190-5793-0.
2. Rodríguez Jiménez, José Luis (2012). «Historia de un Fracaso y ¿de una refundación?: de la vieja a la nueva extrema derecha en España (1975-2012)» (pdf). (Ejemplar dedicado a: Derecha radical, fascismo y extrema derecha en Europa y América). Localización: Studia historica. Historia contemporánea (30): 231-268. ISSN 0213-2087.